# Gilpinia socia
Gilpinia socia är en stekelart som först beskrevs av Johann Christoph Friedrich Klug 1812.  Gilpinia socia ingår i släktet Gilpinia, och familjen barrsteklar. Enligt den finländska rödlistan är arten nära hotad i Finland. Arten har ej påträffats i Sverige. Artens livsmiljö är moskogar.